# Campeonato Catarinense
El Campeonato Catarinense es el campeonato de fútbol estatal del estado de Santa Catarina en Brasil.

## Equipos participantes 2025
| Equipo         | Ciudad             | Estadio                  | Capacidad |
| -------------- | ------------------ | ------------------------ | --------- |
| Avaí           | Florianópolis      | Ressacada                | 17 826    |
| Barra          | Balneario Camboriú | Camilo Mussi             | 1 760     |
| Brusque        | Brusque            | Augusto Bauer            | 5 000     |
| Caravaggio     | Nova Veneza        | Montanha                 | 2 500     |
| Chapecoense    | Chapecó            | Arena Condá              | 20 089    |
| Concórdia      | Concórdia          | Domingos Machado de Lima | 5 000     |
| Criciúma       | Criciúma           | Heriberto Hülse          | 19 300    |
| Figueirense    | Florianópolis      | Orlando Scarpelli        | 19 584    |
| Hercílio Luz   | Tubarão            | Aníbal Costa             | 3 570     |
| Joinville      | Joinville          | Arena Joinville          | 20 160    |
| Marcílio Dias  | Itajaí             | Hercílio Luz             | 6 010     |
| Santa Catarina | Rio do Sul         | Alfredão                 | 2 959     |

## Campeones
| Temporada                               | Campeón                | Subcampeón             |
| Campeonato Catarinense                  | Campeonato Catarinense | Campeonato Catarinense |
| --------------------------------------- | ---------------------- | ---------------------- |
| 1924                                    | Avaí                   | Trabalhista            |
| 1925                                    | Externato              | Avaí                   |
| 1926                                    | Avaí                   | Internato              |
| 1927                                    | Avaí                   | Brasil                 |
| 1928                                    | Avaí                   | Brasil                 |
| 1929                                    | Caxias                 | Adolfo Konder          |
| 1930                                    | Avaí                   | Marcílio Dias          |
| 1931                                    | Lauro Müller           | Caxias                 |
| 1932                                    | Figueirense            | Brasil                 |
| 1934                                    | Atlético Catarinense   | Iris                   |
| 1935                                    | Figueirense            | Iris                   |
| 1936                                    | Figueirense            | Iris                   |
| 1937                                    | Figueirense            | Caxias                 |
| 1938                                    | CIP                    | São Francisco          |
| 1939                                    | Figueirense            | Peri Ferroviário       |
| 1940                                    | Ypiranga               | Avaí                   |
| 1941                                    | Figueirense            | Caxias                 |
| 1942                                    | Avaí                   | América Joinville      |
| 1943                                    | Avaí                   | América Joinville      |
| 1944                                    | Avaí                   | Marcílio Dias          |
| 1945                                    | Avaí                   | Caxias                 |
| 1947                                    | América Joinville      | Palmeiras              |
| 1948                                    | América Joinville      | Paula Ramos            |
| 1949                                    | Olímpico               | Avaí                   |
| 1950                                    | Carlos Renaux          | Figueirense            |
| 1951                                    | América Joinville      | Avaí                   |
| 1952                                    | América Joinville      | Carlos Renaux          |
| 1953                                    | Carlos Renaux          | América Joinville      |
| 1954                                    | Caxias                 | Ferroviário            |
| 1955                                    | Caxias                 | Palmeiras              |
| 1956                                    | Operário               | Paysandu               |
| 1957                                    | Hercílio Luz           | Carlos Renaux          |
| 1958                                    | Hercílio Luz           | Carlos Renaux          |
| 1959                                    | Paula Ramos            | Caxias                 |
| 1960                                    | Metropol               | Marcílio Dias          |
| 1961                                    | Metropol               | Marcílio Dias          |
| 1962                                    | Metropol               | Marcílio Dias          |
| 1963                                    | Marcílio Dias          | Almirante Barroso      |
| 1964                                    | Olímpico               | Internacional de Lages |
| 1965                                    | Internacional de Lages | Metropol               |
| 1966                                    | Perdigão               | Comercial              |
| 1967                                    | Metropol               | Marcílio Dias          |
| 1968                                    | Comerciário            | Caxias                 |
| 1969                                    | Metropol               | América Joinville      |
| 1970                                    | Tubarão                | Olímpico               |
| 1971                                    | América Joinville      | Próspera               |
| 1972                                    | Figueirense            | Avaí                   |
| 1973                                    | Avaí                   | Juventus               |
| 1974                                    | Figueirense            | Internacional de Lages |
| 1975                                    | Avaí                   | Figueirense            |
| 1976                                    | Joinville              | Juventus               |
| 1977                                    | Chapecoense            | Avaí                   |
| 1978                                    | Joinville              | Chapecoense            |
| 1979                                    | Joinville              | Figueirense            |
| 1980                                    | Joinville              | Cricíuma               |
| 1981                                    | Joinville              | Cricíuma               |
| 1982                                    | Joinville              | Cricíuma               |
| 1983                                    | Joinville              | Figueirense            |
| 1984                                    | Joinville              | Figueirense            |
| 1985                                    | Joinville              | Avaí                   |
| Campeonato Catarinense Primeira Divisão |                        |                        |
| 1986                                    | Cricíuma               | Marcílio Dias          |
| 1987                                    | Joinville              | Cricíuma               |
| 1988                                    | Avaí                   | Blumenau               |
| 1989                                    | Cricíuma               | Joinville              |
| 1990                                    | Cricíuma               | Joinville              |
| 1991                                    | Cricíuma               | Chapecoense            |
| 1992                                    | Brusque                | Avaí                   |
| 1993                                    | Cricíuma               | Figueirense            |
| 1994                                    | Figueirense            | Cricíuma               |
| 1995                                    | Cricíuma               | Chapecoense            |
| 1996                                    | Chapecoense            | Joinville              |
| 1997                                    | Avaí                   | Tubarão                |
| 1998                                    | Cricíuma               | Tubarão                |
| 1999                                    | Figueirense            | Avaí                   |
| 2000                                    | Joinville              | Marcílio Dias          |
| 2001                                    | Joinville              | Cricíuma               |
| 2002                                    | Figueirense            | Cricíuma               |
| 2003                                    | Figueirense            | Caxias                 |
| 2004                                    | Figueirense            | Hermann Aichinger      |
| 2005                                    | Cricíuma               | Hermann Aichinger      |
| Divisão Principal                       |                        |                        |
| 2006                                    | Figueirense            | Joinville              |
| 2007                                    | Chapecoense            | Cricíuma               |
| 2008                                    | Figueirense            | Cricíuma               |
| 2009                                    | Avaí                   | Chapecoense            |
| 2010                                    | Avaí                   | Joinville              |
| 2011                                    | Chapecoense            | Cricíuma               |
| 2012                                    | Avaí                   | Figueirense            |
| 2013                                    | Cricíuma               | Chapecoense            |
| 2014                                    | Figueirense            | Joinville              |
| 2015                                    | Figueirense            | Joinville              |
| 2016                                    | Chapecoense            | Joinville              |
| 2017                                    | Chapecoense            | Avaí                   |
| 2018                                    | Figueirense            | Chapecoense            |
| 2019                                    | Avaí                   | Chapecoense            |
| 2020                                    | Chapecoense            | Brusque                |
| 2021                                    | Avaí                   | Chapecoense            |
| 2022                                    | Brusque                | Camboriú               |
| 2023                                    | Criciúma               | Brusque                |
| 2024                                    | Criciúma               | Brusque                |
| 2025                                    | Avaí                   | Chapecoense            |

## Títulos por club
| Club                   | Ciudad               | Campeón | Años campeón | Subcampeón | Años subcampeón                                            |
| ---------------------- | -------------------- | ------- | --- | ---------- | ---------------------------------------------------------- |
| Avaí                   | Florianópolis        | 19      | 1924, 1926, 1927, 1928, 1930, 1942, 1943, 1944, 1945, 1973, 1975, 1988, 1997, 2009, 2010, 2012, 2019, 2021, 2025 | 10         | 1925, 1940, 1949, 1951, 1972, 1977, 1985, 1992, 1999, 2017 |
| Figueirense            | Florianópolis        | 18      | 1932, 1935, 1936, 1937, 1939, 1941, 1972, 1974, 1994, 1999, 2002, 2003, 2004, 2006, 2008, 2014, 2015, 2018       | 7          | 1950, 1975, 1979, 1983, 1984, 1993, 2012                   |
| Cricíuma               | Criciúma             | 12      | 1968, 1986, 1989, 1990, 1991, 1993, 1995, 1998, 2005, 2013, 2023, 2024                                           | 10         | 1980, 1981, 1982, 1987, 1994, 2001, 2002, 2007, 2008, 2011 |
| Joinville              | Joinville            | 12      | 1976, 1978, 1979, 1980, 1981, 1982, 1983, 1984, 1985, 1987, 2000, 2001                                           | 8          | 1989, 1990, 1996, 2006, 2010, 2014, 2015, 2016             |
| Chapecoense            | Chapecó              | 7       | 1977, 1996, 2007, 2011, 2016, 2017, 2020                                                                         | 9          | 1978, 1991, 1995, 2009, 2013, 2018, 2019, 2021, 2025       |
| América                | Joinville            | 5       | 1947, 1948, 1951, 1952, 1971                                                                                     | 4          | 1942, 1943, 1953, 1969                                     |
| Metropol               | Criciúma             | 5       | 1960, 1961, 1962, 1967, 1969                                                                                     | 1          | 1965                                                       |
| Caxias                 | Joinville            | 3       | 1929, 1954, 1955                                                                                                 | 7          | 1931, 1937, 1941, 1945, 1959, 1968, 2003                   |
| Carlos Renaux          | Brusque              | 2       | 1950, 1953 | 3          | 1952, 1957, 1958                                           |
| Brusque                | Brusque              | 2       | 1992, 2022 | 3          | 2020, 2023, 2024                                           |
| Olímpico               | Blumenau             | 2       | 1949, 1964 | 1          | 1970                                                       |
| Hercílio Luz           | Tubarão              | 2       | 1957, 1958 | 0          |                                                            |
| Marcílio Dias          | Itajaí               | 1       | 1963 | 8          | 1930, 1944, 1960, 1961, 1962, 1967, 1986, 2000             |
| Tubarão                | Tubarão              | 1       | 1970 | 3          | 1954, 1997, 1998                                           |
| Internacional de Lages | Lages                | 1       | 1965 | 2          | 1964, 1974                                                 |
| Paula Ramos            | Florianópolis        | 1       | 1959 | 1          | 1948                                                       |
| Externato              | Florianópolis        | 1       | 1925 | 0          |                                                            |
| Lauro Müller           | Itajaí               | 1       | 1931 | 0          |                                                            |
| Atlético Catarinense   | Florianópolis        | 1       | 1934 | 0          |                                                            |
| CIP                    | Itajaí               | 1       | 1938 | 0          |                                                            |
| Ypiranga               | São Francisco do Sul | 1       | 1940 | 0          |                                                            |
| Operário               | Joinville            | 1       | 1956 | 0          |                                                            |
| SER Perdigao           | Videira              | 1       | 1966 | 0          |                                                            |
| Blumenau               | Blumenau             | 0       | | 6          | 1927, 1928, 1932, 1947, 1955, 1988                         |
| Iris                   | Florianópolis        | 0       | | 3          | 1934, 1935, 1936                                           |
| Alto Vale              | Rio do Sul           | 0       | | 2          | 1973, 1976                                                 |
| Hermann Aichinger      | Ibirama              | 0       | | 2          | 2004, 2005                                                 |
| Trabalhista            | Florianópolis        | 0       | | 1          | 1924                                                       |
| Internato              | Florianópolis        | 0       | | 1          | 1926                                                       |
| Adolfo Konder          | Florianópolis        | 0       | | 1          | 1929                                                       |
| São Francisco          | São Francisco do Sul | 0       | | 1          | 1938                                                       |
| Pery Ferroviário       | Mafra                | 0       | | 1          | 1939                                                       |
| Paysandu               | Brusque              | 0       | | 1          | 1956                                                       |
| Almirante Barroso      | Itajaí               | 0       | | 1          | 1963                                                       |
| Comercial              | Joaçaba              | 0       | | 1          | 1966                                                       |
| Próspera               | Criciúma             | 0       | | 1          | 1971                                                       |
| Camboriú               | Camboriú             | 0       | | 1          | 2022                                                       |

- Nota: Cricíuma E.C. consiguió el campeonato de 1968 bajo el nombre de Comerciário E.C.
- Nota: Tubarão F.C. consiguió el campeonato de 1970 y el subcampeonato de 1954 bajo el nombre de E.C. Ferroviário.
- Nota: Blumenau E.C. consiguió los subcampeonatos de 1927, 1928 y 1932 bajo el nombre de Brasil F.C. Consiguió los subcampeonatos de 1947 y 1955 bajo el nombre de Palmeiras E.C.
- Nota: C.A. Alto Vale consiguió los subcampeonatos de 1973 y 1976 bajo el nombre de Juventus A.C.